# Time Out Tokyo
「Time Out Tokyo」（タイムアウトとうきょう）は1968年にロンドンで創刊されたシティガイド誌『Time Out』の東京版メディア。地域密着型のシティガイドでありながら、世界108都市39か国（12言語）に展開するグローバルネットワークとグローバルなブランド認知を有する。
ウェブサイト『タイムアウト東京』（日英バイリンガル）やタイムアウト東京マガジン（英語版、中国語版）を発行。
日本での運営会社は、オリジナル株式会社。
- 英語表記 : ORIGINAL Inc.
- 所在地 : 東京都渋谷区広尾5-9-9 プレステージュ広尾101
- 設立日 : 2009年（平成21年）7月31日
- 代表者 : 代表取締役 伏谷博之
- 業務内容 : インターネットメディアの運営、出版事業等